# Widły (Białoruś)
Widły (biał. Вілы, Wiły; ros. Вилы, Wiły) – wieś na Białorusi, w obwodzie brzeskim, w rejonie kamienieckim, w sielsowiecie Kamieniuki, w granicach Parku Narodowego „Puszcza Białowieska”.

## Warunki naturane
Wieś położona jest na terenie Puszczy Białowieskiej, w widłach rzek Leśnej Prawej i Białej, której ujście znajduje się przy wsi.

## Historia
W XIX i w początkach XX w. uroczysko położone w Rosji, w guberni grodzieńskiej, w powiecie prużańskim, w gminie Białowieża.
W dwudziestoleciu międzywojennym leżały w Polsce, w województwie białostockim, w powiecie bielskim, w gminie Białowieża. W 1921 miejscowość liczyła 29 mieszkańców, zamieszkałych w 5 budynkach, wyłącznie Polaków wyznania prawosławnego.
Po II wojnie światowej w granicach Związku Sowieckiego. Od 1991 w niepodległej Białorusi.